# 21P/Giacobini-Zinner
Giacobini-Zinner (offizielle Bezeichnung 21P/Giacobini-Zinner) ist ein kurzperiodischer Komet, der am 11. September 1985 von der Raumsonde ICE (International Cometary Explorer) untersucht wurde. Er ist somit der erste Komet, der jemals von einer Sonde erforscht wurde.
Im Sommer 2018 erreichte er den sonnennächsten Punkt seiner Bahn und war im Feldstecher sichtbar. Im Jahr 2025 wird er wieder sein Perihel durchlaufen.

## Entdeckung
Der Komet wurde am 20. Dezember 1900 von Michel Giacobini entdeckt. Obwohl die Bahnbestimmung erkennen ließ, dass es sich um einen kurzperiodischen Kometen handeln müsse, blieb der Komet bei seiner für das Jahr 1907 vorhergesagten Wiederkehr unbeobachtet. Seine nächste Wiederkehr hatte man zunächst für das Jahr 1914 erwartet, doch nachdem Ernst Zinner am 23. Oktober 1913 einen unbekannten Kometen aufgespürt hatte, stellte sich bald heraus, dass dieser mit Giacobinis Komet von 1900 identisch ist. Der Komet trägt seither den Namen der beiden Entdecker.

## Umlaufbahn
Giacobini-Zinner läuft auf einer elliptischen Umlaufbahn um die Sonne, deren sonnennächster Punkt (Perihel) nur knapp außerhalb der Bahn der Erde liegt. Der sonnenfernste Punkt (Aphel) liegt etwas außerhalb der Bahn des Planeten Jupiter, was ihn als kurzperiodischen Kometen der Jupiter-Familie auszeichnet.
Besonders bemerkenswert war der Periheldurchgang im Jahre 1946, da der Komet die Erde damals in nur 0,26 astronomischen Einheiten Entfernung passierte. Der Komet erreichte dabei Helligkeiten im Bereich der 7. Größenklasse.
Der Komet ist der Mutterkörper des im Oktober auftretenden Meteorstroms der Draconiden (Giacobiniden). Meist sind nur wenige Sternschnuppen pro Stunde zu sehen, doch kann die Fallrate alle paar Jahrzehnte auf einige Hundert steigen, wenn der Komet kurz zuvor in Erdnähe war.

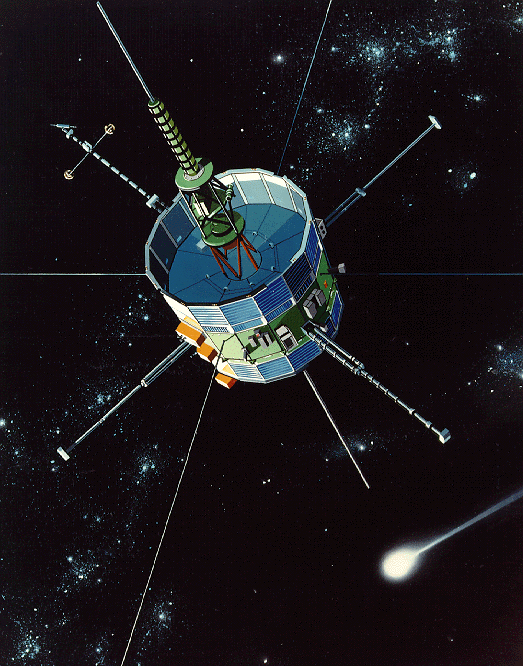
ICE nähert sich Giacobini-Zinner. Künstlerische Darstellung

Bei seinem Perigäum im Sommer 2018 erreichte er eine Helligkeit von 8 mag und war in einem guten Feldstecher als kleines Wölkchen sichtbar. Eine Fotoserie des „Kometenjägers“ Michael Jäger ist im Kometenforum der VdS zu sehen.

## Raumsonde ICE
Nur etwa ein halbes Jahr, bevor eine Flotte verschiedener Raumsonden den Halleyschen Kometen im Frühling 1986 erforschte, flog am 11. September 1985 die Raumsonde ICE (International Cometary Explorer) 7.800 km vom Kometenkopf entfernt durch den Schweif von Giacobini-Zinner. Er ist somit der erste Komet, der jemals von einer Sonde erforscht wurde. Die Raumsonde wurde ursprünglich unter dem Namen ISEE 3 zur Erforschung des Sonnenwindes kurz vor dem Erreichen des Magnetfeldes der Erde konstruiert. Sie konnte die Interaktion des Sonnenwindes und des Interplanetaren Magnetfeldes mit dem Schweif von Giacobini-Zinner untersuchen. Eine Kamera für Aufnahmen war nicht an Bord. Es wurde festgestellt, dass der Einflussbereich des Kometen größer war als angenommen, und dass das Magnetfeld des Sonnenwindes die Richtung wechselte, als ICE die Mitte des Schweifes passierte. Einen klaren Bugschock beim Auftreffen des Sonnenwindes auf die Einflusssphäre von Giacobini-Zinner konnte ICE nicht messen.